# Eksplozja w Tiencinie
Eksplozja w Tiencinie – wybuchy niebezpiecznych materiałów, które zostały zapoczątkowane w magazynie firmy Ruihai Logistic w strefie przemysłowej na terenie portu w Tiencinie w Chinach, około godziny 23:30 czasu lokalnego 12 sierpnia 2015. W wyniku wybuchów zginęły 173 osoby, a 797 zostało rannych.

## Wybuch

### Siła wybuchu
Pierwsi strażacy zostali wezwani na miejsce około godziny 22:50 czasu lokalnego w celu ugaszenia pożaru. Strażacy gasili pożar wodą, co mogło przyczynić się do wywołania serii eksplozji (na miejscu był składowany acetylenek wapnia, który w kontakcie z wodą rozkłada się między innymi na wybuchowy etyn). Około 40 minut później w odstępie około 30 sekund doszło do dwóch silnych wybuchów. Pierwszy wybuch wywołały składowane na terenie portu materiały wybuchowe, drugi zaś prawdopodobnie był spowodowany eksplozją ropy naftowej. Eksplozje były odczuwalne w promieniu 10 km, w domach oddalonych kilka kilometrów od miejsca eksplozji zostały wybite szyby w oknach. 
Chińskie służby geologiczne odnotowały wstrząsy o sile do 2,9 w skali Richtera (szacuje się, że druga eksplozja miała siłę wybuchu 21 ton trotylu).
Kilkudziesięciometrowa kula ognia z drugiego wybuchu została zarejestrowana przez japońskiego satelitę meteorologicznego. W wyniku uszkodzenia sieci elektroenergetycznej przyległe do portu dzielnice zostały pozbawione prądu.
Oddalony o kilka kilometrów budynek National Supercomputing Center również został uszkodzony. Sam superkomputer Tianhe-1 znajdujący się w środku nie uległ uszkodzeniu, jednak ze względów bezpieczeństwa centrum zostało zamknięte.
Wybuchy wywołały wiele pożarów na terenie Tiencin, co najmniej sześć innych pobliskich budynków uległo całkowitemu zniszczeniu. Około 300 metrów od miejsca eksplozji spłonęły lub zostało uszkodzonych tysiące nowych samochodów (w tym 4000 samochodów marki Kia i Hyundai, 2700 samochodów marki Volkswagen oraz 1500 samochodów marki Renault). Łącznie zostało uszkodzonych około 17 000 domów i mieszkań.

### Zanieczyszczenie
Greenpeace w wydanym oświadczeniu wyraziło zaniepokojenie dotyczące zanieczyszczenia powietrza, co w konsekwencji w wyniku opadów deszczu może doprowadzić do skażenia wód. Chińskie służby odpowiedzialne za monitorowanie jakości powietrza poinformowały o niewielkim przekroczeniu stężeń toluenu (3,7 mg/m³ dla normy 2,4 mg/m³) oraz lotnych związków organicznych (5,7 mg/m³ dla normy 2,0 mg/m³). Dodatkowo w odległości 500 metrów od miejsca wybuchu zarejestrowano podwyższone stężenia dwutlenku siarki, tlenku węgla oraz tlenku azotu.
W miejscu wybuchu był przechowywany silnie trujący cyjanek sodu (prawdopodobnie 700 ton – 70 razy więcej niż można przechowywać w jednym miejscu) w wyniku czego 15 sierpnia 2015 postanowiono ewakuować mieszkańców w promieniu 3 km od miejsca eksplozji. Stacje monitorujące ścieki wykryły obecność cyjanku sodu, w trzech miejscach poziom tego związku został przekroczony odpowiednio o 27,4; 4,37 oraz 0,96 razy. Chińskie służby zlokalizowały dwa pojemniki z tą substancją. Sam związek był zbierany i neutralizowany nadtlenkiem wodoru. Ponadto w 16 stacjach kontrolujących wody w strefie wybuchu wykryto obecność cyjanku sodu z czego w ośmiu stężenie tego związku przekraczało krajowe normy, w tym w jednej norma ta została przekroczona 356 razy.
18 sierpnia 2015 roku na Tiencin spadł deszcz, ulicami miasta popłynęła pieniąca się woda. Mieszkańcy skarżyli się na pieczenie w ustach.
Chińskie służby potwierdziły, że w miejscu wybuchu było przechowywanych 40 różnych substancji chemicznych. Oprócz cyjanku sodu wykryto obecność acetylenku wapnia, azotanu potasu (około 500 ton), azotanu amonu (około 800 ton) oraz azotanu sodu.
21 sierpnia chińskie władze rozstawiły w rejonie eksplozji klatki z królikami, gołębiami oraz kurami w celu udowodnienia, że obszar ten jest już bezpieczny.

## Akcja gaśnicza i pomoc poszkodowanym

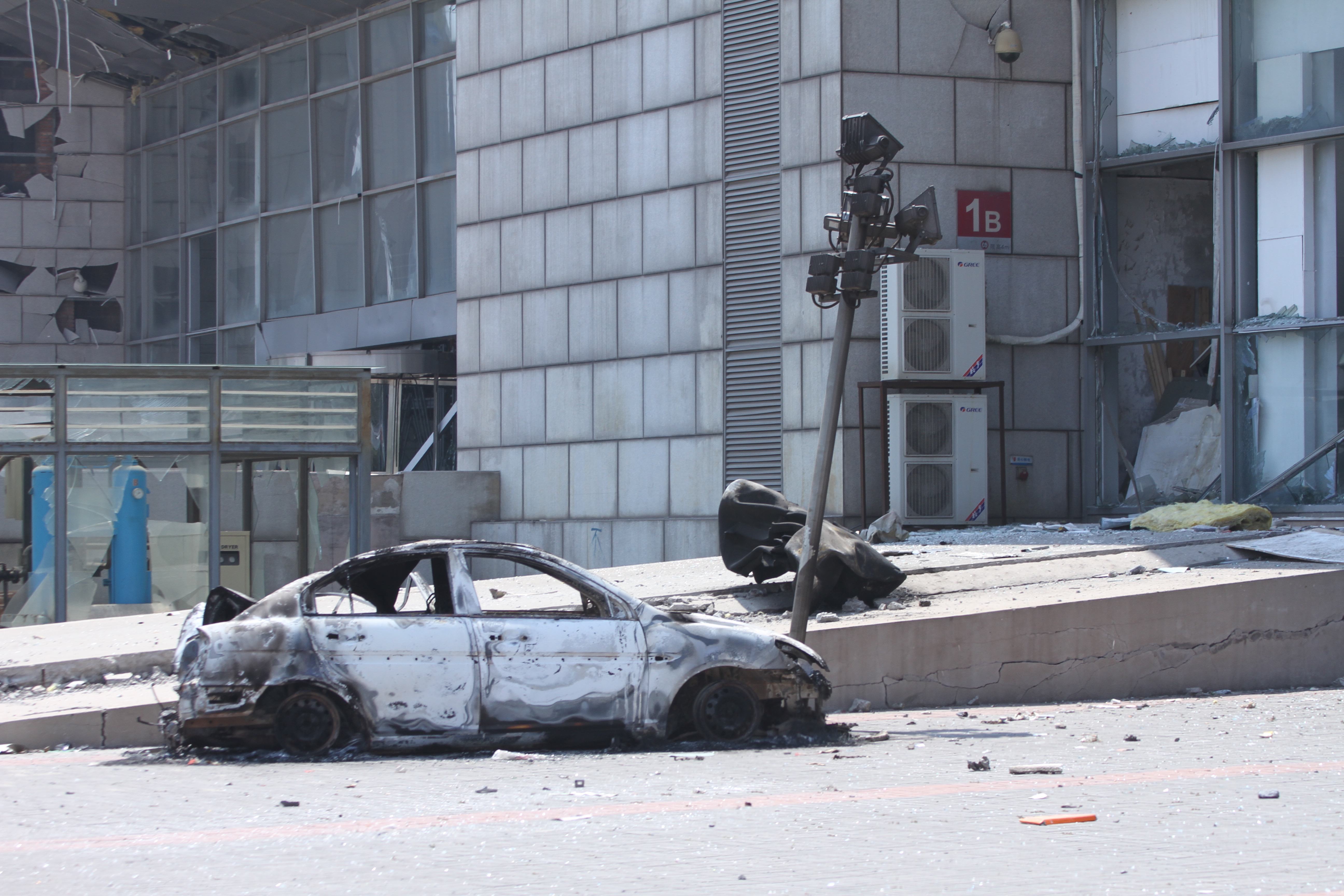
Zniszczenia po eksplozji

Po wybuchach na miejsce zdarzenia zostało wysłanych około 143 wozów straży pożarnej i ponad 1000 strażaków. Ostatecznie jednak z uwagi na brak potwierdzenia, jakie substancje płoną, akcja gaśnicza została przerwana z obawy o życie osób biorących udział w akcji. Na miejsce katastrofy przybyło również wojsko, które pomagało w udrażnianiu pobliskich dróg i organizacji akcji ratowniczej (wojsko rozstawiało namioty dla poszkodowanych). Następnego dnia na miejsce zdarzenia został wysłany specjalny oddział do walki z zagrożeniem chemicznym składający się z 217 żołnierzy.
Kilka tysięcy osób zostało pozbawionych dachu nad głową. Władze Chin poinformowały, że 6300 mieszkańców otrzymało schronienie w przygotowanych namiotach oraz 12 szkołach.

## Ofiary
W wyniku wybuchów zginęły co najmniej 173 osoby (w tym 99 strażaków, 11 policjantów i 55 cywili), a 797 zostało rannych; znaczna część tych osób została ranna w wyniku fali uderzeniowej. 8 osób uznaje się za zaginione.

## Konsekwencje

### Protesty
17 sierpnia 2015 około 100 mieszkańców Tiencin zebrało się w ramach protestu przed hotelem, w którym odbywają się konferencje prasowe władz Tiencin. Protestujący domagali się od władz odszkodowań za szkody jakie ponieśli w wyniku eksplozji. Zebrani zaznaczali, że nie byli świadomi, że w pobliżu ich zabudowań są składowane tak niebezpieczne materiały.

### Śledztwo i zatrzymania
Chińskie władze poinformowały o rozpoczęciu śledztwa oraz o zatrzymaniu szefostwa firmy Ruihai Logistic.
Zgodnie z wytycznymi rządu we wszystkich firmach zajmujących się handlem substancjami niebezpiecznymi w prowincjach Guangdong, Hajnan, Hubei, Hunan, Shaanxi, Szantung oraz Zhejiang mają zostać przeprowadzone stosowne kontrole.